# Халайла, Осама
Оса́ма Хала́йла (ивр. אוסמה חלילה‎; 6 апреля 1998, Сахнин) — израильский футболист, нападающий клуба ЛНЗ.

## Клубная карьера
Первые шаги в футболе сделал в юношеской команде «Мисгав», также он играл за «Маккаби» из Хайфы и Нетании. В 17-летнем возрасте присоединился к молодёжной команде «Бней Сахнин».
6 мая 2017 года дебютировал в израильской Премьер-лиг, вышел на замену на 66-й минуте против иерусалимского «Бейтара». В сезоне 2019/20 стал основным игроком команды, а 22 августа отличился своим первым голом в победном (3:2) поединке против «Хапоэля» (Умм аль-Фахм). Завершил сезон с 13-ю голами в 32 матчах чемпионата, благодаря чему помог своей команде выиграть Лигу Леумит и вернуться в элитный дивизион чемпионата Израиля.
22 июля 2021 года Халайла подписал 3-летнее соглашение с тель-авивским «Маккаби». Дебютировал за «Маккаби» в Лиге конференций УЕФА 22 июля, вышел на замену на 72-й минуте в поединке против «Сутьески». 29 июля в ответном матче отметился 2-мя голами.
6 сентября 2022 года отправлен в аренду в «Маккаби Бней Рейне». Отличился своим первым голом за «Маккаби Бней Рейне» 3 ноября в победном (3:2) поединке против «Бейтара» (Иерусалим).
4 июля 2023 года подписал с «Габалой» годовой контракт с опцией продления ещё на один год. 27 мая 2024 года «Габала» объявила, что Халайла и пять других футболистов покинули клуб с окончанием срока действия контрактов.
30 августа 2024 года перешёл в ЛНЗ. В футболке черкасского клуба дебютировал 1 сентября 2024 года в проигранном (0:1) выездном поединке 5-го тура Премьер-лиги Украины против киевского «Динамо». Осама вышел на поле на 65-й минуте вместо Геннадия Пасича.

## Карьера в сборной
Выступал за юношеские сборные Израиля (U-18) и (U-19). Провёл 8 поединков за молодёжную сборную Израиля.
В ноябре 2020 года его впервые вызвали в главную сборную страны. Дебютировал в национальной сборной Израиля 9 июня 2021 года, вышел на замену в проигранном (0:4) товарищеском матче против Португалии.